# Pedro Vitor (wioślarz)
Pedro Vitor (ur. 25 sierpnia 1989 r.) – portugalski wioślarz. Zdobył brązowy medal na Mistrzostwach Europy w Wioślarstwie w 2010 roku w konkurencji ósemki ze sternikiem wagi lekkiej.

## Osiągnięcia
- Mistrzostwa Europy – Montemor-o-Velho 2010 – ósemka wagi lekkiej – 3. miejsce[2].